# Psychotria globosa
Psychotria globosa är en måreväxtart som beskrevs av William Philip Hiern. Psychotria globosa ingår i släktet Psychotria och familjen måreväxter. Inga underarter finns listade i Catalogue of Life.